# Симфония № 2 (Рубинштейн)
Симфония № 2 до мажор Op. 42 «Океан» — симфония Антона Рубинштейна. В первой, четырёхчастной редакции датируется 1851 годом, на следующий год была впервые исполнена. 16 ноября 1854 г. состоялось её исполнение в Лейпциге — оркестром Гевандхауса дирижировал автор; как предполагает Ларри Ситски, это, возможно, было первое исполнение написанной в России симфонии за пределами страны. В 1863 году Рубинштейн дополнил симфонию двумя частями, взятыми из Симфонии № 3, от которой как от цельного сочинения отказался. В 1880 г. была дописана ещё одна, седьмая часть.
Симфонию высоко ценил Пётр Ильич Чайковский, восклицавший в письме 1878 года: «какая прелестная свежая мысль первой части „Океана“ Рубинштейна!» Американский критик, отзываясь на исполнение симфонии Нью-Йоркским филармоническим оркестром под управлением Василия Сафонова в 1907 г., писал об «Океане» как о лучшем оркестровом сочинении Рубинштейна, в котором к значительности тем добавляется ещё и умелость и мощность их разработки (которой другим крупным вещам Рубинштейна, по мнению рецензента, недостаёт).